# Lysimachia glanduliflora
Lysimachia glanduliflora är en viveväxtart som beskrevs av Peter Hanelt. Lysimachia glanduliflora ingår i släktet lysingar, och familjen viveväxter. Inga underarter finns listade i Catalogue of Life.